# Turnê Amor Festa Devoção
Amor Festa Devoção foi a trigésima primeira turnê da artista musical brasileira Maria Bethânia, feita em promoção de seus dois últimos álbums de estúdio Encanteria e Tua, lançados simultâneamente em março de 2009.  
Amor Festa Devoção, que contou com direção de Bia Lessa, foi toda dedicada aos 100 anos de Dona Canô, mãe da cantora e de Caetano Veloso. O espetáculo trazia no roteiro quase em sua totalidade canções dos dois discos lançados simultaneamente pela cantora,"Sua" e "Encanteria", além de clássicos da carreira da cantora, costuradas em dois atos.
A turnê teve início em outubro de 2009, e terminou em setembro de 2010, e contou com duas partes, uma no ano de 2009 e outra no ano de 2010, e percorreu 8 capitais do Brasil em sua primeira parte, além de Argentina e Europa.

## Set List
| Ato I 01. "Santa Bárbara" 02. "Rosa dos Ventos" (Vinheta) / "Vida" 03. "Olho de Lince" (Texto) 04. "Feita na Bahia" 05. "Coroa do Mar" 06. "Linha do Caboclo" 07. "Encanteria" 08. "É o Amor Outra Vez" 09. "Tua" 10. "Fonte" 11. "Explode Coração" 12. "Queixa" 13. "Você Perdeu" 14. "Dama do Cassino" 15. "Até o Fim" 16. "Serenata do Adeus" 17. "Balada de Gisberta" 18. "Zanzibar" / "Seará" / "Lia de Itamaracá" / "Desenredo" / "Santo Antônio" / "Fica Mal com Deus" (Intrumental) | Ato II 19. "Não Identificado" 20. "Curare" 21. "Estrela" 22. "Serra da Boa Esperança" 23. "Doce Viola" 24. "Guriatan" 25. "Pescaria" 26. "Saudade Dela" / "Ê Senhora" / "Batatinha Rôxa" (Citação) / "A Mão do Amor" 27. "Saudade" 28. "É o Amor" / "Vai dar Namoro" (Citação) 29. "O Nunca Mais" 30. "Bom Dia" 31. "Andorinha" 32. "Bandeira Branca" 33. "Domingo" / "Pronta pra Cantar" 34. "O que é, O que é" 35. "Encanteria" 36. "Reconvexo" |

## Datas
| 1ª Temporada           |                |            |                                           |
| Data                   | Cidade         | País       | Local                                     |
| América do Sul         |                |            |                                           |
| 23 de outubro de 2009  | Rio de Janeiro | Brasil     | Canecão                                   |
| 24 de outubro de 2009  | Rio de Janeiro | Brasil     | Canecão                                   |
| 25 de outubro de 2009  | Rio de Janeiro | Brasil     | Canecão                                   |
| 18 de novembro de 2009 | Belo Horizonte | Brasil     | Palácio das Artes                         |
| 19 de novembro de 2009 | Belo Horizonte | Brasil     | Palácio das Artes                         |
| 22 de novembro de 2009 | Salvador       | Brasil     | Teatro Castro Alves                       |
| 27 de novembro de 2009 | Recife         | Brasil     | Teatro Guararapes                         |
| 3 de dezembro de 2009  | Curitiba       | Brasil     | Teatro Guaíra                             |
| 5 de dezembro de 2009  | Porto Alegre   | Brasil     | Teatro do Sesi                            |
| 10 de dezembro de 2009 | São Paulo      | Brasil     | Teatro Abril                              |
| 11 de dezembro de 2009 | São Paulo      | Brasil     | Teatro Abril                              |
| 12 de dezembro de 2009 | São Paulo      | Brasil     | Teatro Abril                              |
| 17 de dezembro de 2009 | Brasília       | Brasil     | Teatro Nacional Cláudio Santoro           |
| 18 de dezembro de 2009 | Brasília       | Brasil     | Teatro Nacional Cláudio Santoro           |
| 2ª Temporada           |                |            |                                           |
| Data                   | Cidade         | País       | Local                                     |
| América do Sul         |                |            |                                           |
| 12 de março de 2010    | Rio de Janeiro | Brasil     | Vivo Rio                                  |
| 13 de março de 2010    | Rio de Janeiro | Brasil     | Vivo Rio                                  |
| 14 de março de 2010    | Rio de Janeiro | Brasil     | Vivo Rio                                  |
| 9 de abril de 2010     | São Paulo      | Brasil     | Citibank Hall                             |
| 10 de abril de 2010    | São Paulo      | Brasil     | Citibank Hall                             |
| 11 de abril de 2010    | São Paulo      | Brasil     | Citibank Hall                             |
| 16 de abril de 2010    | São Paulo      | Brasil     | Citibank Hall                             |
| 17 de abril de 2010    | São Paulo      | Brasil     | Citibank Hall                             |
| 24 de abril de 2010    | Maceió         | Brasil     | Centro Cultural e de Exposições de Maceió |
| Europa                 |                |            |                                           |
| 17 de julho de 2010    | Londres        | Inglaterra | Southbank Centre                          |
| 22 de julho de 2010    | Cascais        | Portugal   | Hipódromo Manuel Possolo                  |
| 24 de julho de 2010    | Porto          | Portugal   | Coliseu do Porto                          |
| América do Sul         |                |            |                                           |
| 23 de outubro de 2010  | Buenos Aires   | Argentina  | Teatro Gran Rex                           |
| 24 de outubro de 2010  | Buenos Aires   | Argentina  | Teatro Gran Rex                           |